# Senior League World Series 2009
Die Senior League World Series 2009 war die 49. Austragung der Senior League Baseball World Series, einem internationalen Baseballturnier für Knaben zwischen 13 und 16 Jahren. Gespielt wurde in Bangor, Maine.

## Teilnehmer
Die zehn Mannschaften bildeten eine Gruppe aus sechs Mannschaften aus den Vereinigten Staaten und eine Gruppe aus vier internationalen Mannschaften. Die Region Süd hat sich in Region Südost umbenannt.
| Vereinigte Staaten                       | International                                                                   |
| ---------------------------------------- | ------------------------------------------------------------------------------- |
| Bangor, Maine Gastgeber                  | Makati City, Philippinen Region Asien-Pazifik                                   |
| Vineland, New Jersey Region Ost          | Friuli Venezia Giulia, Italien Region Europa, Mittlerer Osten und Afrika (EMEA) |
| Greenville, South Carolina Region Südost | Cornwall, Ontario Region Kanada                                                 |
| Houston, Texas Region Südwest            | San Nicolas, Aruba Region Lateinamerika                                         |
| Fremont, Kalifornien Region West         |                                                                                 |
| Madison, Wisconsin Region Zentral        |                                                                                 |

## Ergebnisse
Die Teams wurden in zwei Gruppen eingeteilt. Jeder spielte gegen Jeden in seiner Gruppe, die beiden Ersten spielten gegeneinander den Finalplatz aus.

### Vorrunde

#### Gruppe A
| Platz | Region        | W | L | %     |
| ----- | ------------- | - | - | ----- |
| 1.    | West          | 4 | 0 | 1.000 |
| 2.    | Asien-Pazifik | 3 | 1 | 0.750 |
| 3.    | Südost        | 2 | 2 | 0.500 |
| 4.    | Gastgeber     | 1 | 3 | 0.250 |
| 5.    | Kanada        | 0 | 4 | 0.000 |

| Datum      | Zeit  | Stadion           | Begegnung     | Begegnung | Begegnung     | Ergebnis |
| ---------- | ----- | ----------------- | ------------- | --------- | ------------- | -------- |
| 16. August | 12:00 | Mansfield Stadium | Kanada        | –         | Gastgeber     | 0:1      |
| 16. August | 14:30 | Mansfield Stadium | West          | –         | Asien-Pazifik | 4:1      |
| 17. August | 17:00 | Mansfield Stadium | Asien-Pazifik | –         | Gastgeber     | 11:3     |
| 17. August | 20:00 | Mansfield Stadium | Südost        | –         | West          | 1:5      |
| 18. August | 17:00 | Mansfield Stadium | Südost        | –         | Asien-Pazifik | 3:4      |
| 18. August | 20:00 | Mansfield Stadium | West          | –         | Kanada        | 6:3      |
| 19. August | 13:00 | Mansfield Stadium | Asien-Pazifik | –         | Kanada        | 5:4      |
| 19. August | 17:00 | Mansfield Stadium | Gastgeber     | –         | Südost        | 2:4      |
| 20. August | 10:00 | Mansfield Stadium | Kanada        | –         | Südost        | 1:11     |
| 20. August | 17:00 | Mansfield Stadium | Gastgeber     | –         | West          | 6:7      |

#### Gruppe B
| Platz | Region        | W | L | %     |
| ----- | ------------- | - | - | ----- |
| 1.    | Südwest       | 3 | 1 | 0.750 |
| 2.    | Lateinamerika | 3 | 1 | 0.750 |
| 3.    | Ost           | 2 | 2 | 0.500 |
| 4.    | EMEA          | 1 | 3 | 0.250 |
| 5.    | Zentral       | 1 | 3 | 0.250 |

| Datum      | Zeit  | Stadion           | Begegnung     | Begegnung | Begegnung     | Ergebnis |
| ---------- | ----- | ----------------- | ------------- | --------- | ------------- | -------- |
| 16. August | 17:30 | Mansfield Stadium | EMEA          | –         | Ost           | 6:11     |
| 16. August | 20:00 | Mansfield Stadium | Zentral       | –         | Lateinamerika | 4:8      |
| 17. August | 10:00 | Mansfield Stadium | Südwest       | –         | EMEA          | 6:3      |
| 17. August | 13:00 | Mansfield Stadium | Ost           | –         | Zentral       | 6:8      |
| 18. August | 10:00 | Mansfield Stadium | EMEA          | –         | Zentral       | 11:8     |
| 18. August | 13:00 | Mansfield Stadium | Südwest       | –         | Lateinamerika | 7:4      |
| 19. August | 10:00 | Mansfield Stadium | Ost           | –         | Südwest       | 11:4     |
| 19. August | 20:00 | Mansfield Stadium | Lateinamerika | –         | EMEA          | 11:0     |
| 20. August | 13:00 | Mansfield Stadium | Lateinamerika | –         | Ost           | 14:1     |
| 20. August | 20:00 | Mansfield Stadium | Zentral       | –         | Südwest       | 8:9      |

### Finalrunde
|  | Halbfinale       | Halbfinale |         |            | Weltmeisterschaft | Weltmeisterschaft |
|  |                  |            |         |            |                   |                   |
|  | 21. August       |            |         |            |                   |                   |
|  | B2 Lateinamerika | 6          |         |            |                   |                   |
|  | A1 West          | 7          |         |            | 22. August        | 22. August        |
|  |                  |            | A1 West | 7          |                   |                   |
|  | 21. August       | 21. August |         | B1 Südwest | 9                 |                   |
|  | A2 Asien-Pazifik | 1          |         |            |                   |                   |
|  | B1 Südwest       | 6          |         |            |                   |                   |
|  |                  |            |         |            |                   |                   |

## Weblink
- Offizielle Webseite der Senior League World Series